# Сборная СССР против сборной мира 1984
Сборная СССР против сборной мира 1984 — командный турнир по шахматам, проходивший в Лондоне с 24-го по 29 июня. Турнир проводился по инициативе президента ФИДЕ Флоренсио Кампоманеса с целью популяризации шахмат в мире.
Сборная команда СССР (капитан Николай Крогиус) формировалась из сильнейших шахматистов страны; команда соперников (капитан — почётный член ФИДЕ Х. Хасан, Индонезия) — по индивидуальным коэффициентам Эло и наибольшему представительству в команде разных стран. В сборной мира предоставлялось право «персонального подбора партнёров», и именно поэтому Ян Тимман играл не на первой, а на второй доске.
Команду СССР возглавлял чемпион мира Анатолий Карпов и претендент на мировое первенство Гарри Каспаров. В команду избранных шахматистов мира входили представители 10 стран. На этот раз средний возраст сборной СССР был выше только за счёт участия В. Смыслова, но за советскую команду играли два самых младших участника (по 21 году) — Г. Каспаров и чемпион СССР А. Соколов (единственный участник, не имевший звания международного гроссмейстера).
- Главный арбитр: Роберт Вейд
- Тренер команды СССР: Игорь Зайцев
- Тренер команды сборной мира: Любомир Кавалек
- Сыграно было 40 партий (14 побед)

## Таблица
| Доска | Сборная СССР                                 | Сборная мира                          | Страна           | 1 тур | 2 тур | 3 тур   | 4 тур   | Результат |
| ----- | -------------------------------------------- | ------------------------------------- | ---------------- | ----- | ----- | ------- | ------- | --------- |
| 1     | Анатолий Карпов                              | Ульф Андерссон                        | Швеция           | 1-0   | ½-½   | ½-½     | ½-½     | 2½-1½     |
| 2     | Гарри Каспаров                               | Ян Тимман                             | Нидерланды       | ½-½   | ½-½   | ½-½     | 1-0     | 2½-1½     |
| 3     | Лев Полугаевский 4 тур: Владимир Тукмаков    | Виктор Корчной                        | Швейцария        | ½-½   | 0-1   | ½-½     | ½-½     | 1½-2½     |
| 4     | Василий Смыслов 2 и 3 тур: Владимир Тукмаков | Любомир Любоевич                      | Югославия        | 0-1   | 1-0   | ½-½     | ½-½     | 2-2       |
| 5     | Рафаэль Ваганян                              | Золтан Рибли                          | Венгрия          | ½-½   | ½-½   | ½-½     | 0-1     | 1½-2½     |
| 6     | Александр Белявский                          | Яссер Сейраван 3 и 4 тур: Бент Ларсен | США Дания        | 1-0   | 1-0   | ½-½     | 1-0     | 3½-½      |
| 7     | Михаил Таль 2 тур: Олег Романишин            | Джон Нанн 4 тур: Марри Чандлер        | Англия Англия    | ½-½   | ½-½   | 1-0     | ½-½     | 2½-1½     |
| 8     | Юрий Разуваев                                | Роберт Хюбнер                         | Германия         | ½-½   | ½-½   | ½-½     | ½-½     | 2-2       |
| 9     | Артур Юсупов 4 тур: Олег Романишин           | Энтони Майлс                          | Англия           | ½-½   | ½-½   | ½-½     | 0-1     | 1½-2½     |
| 10    | Андрей Соколов 3 тур: Олег Романишин         | Эугенио Торре 3 тур: Марри Чандлер    | Филиппины Англия | 0-1   | 1-0   | ½-½     | 0-1     | 1½-2½     |
|       |                                              |                                       |                  | 5 : 5 | 6 : 4 | 5½ : 4½ | 4½ : 5½ | 21 : 19   |